# Vestingwerken van Huissen
De vestingwerken van Huissen waren het stelsel van stadsmuren, stadspoorten en kasteel ter verdediging van de Nederlandse stad Huissen. De stadsmuur werd in de 14e eeuw gebouwd en tot in de 20e eeuw waren er nog muurresten aanwezig. Het kasteel en de stadspoorten zijn eveneens afgebroken, maar de in 1981 opgegraven Arnhemse Poort is weer zichtbaar gemaakt in het straatbeeld en is geclassificeerd als rijksmonument.  

## Geschiedenis
Begin 14e eeuw stichtte graaf Dirk IX van Kleef bij het reeds bestaande kasteel en de Rijntol de stad Huissen. De nieuwe stad werd direct voorzien van een ommuring met drie poorten: de Arnhemse Poort, de Vierakkerse Poort en de Rijnpoort. Het kasteel stond aan de zuidkant van de nieuwe stad en werd nu opgenomen in de vesting.

### Gelre
Huissen behoorde tot het graafschap Kleef en lag strategisch tussen de Gelderse steden Nijmegen en Arnhem. In de 14e eeuw was Huissen een toevluchtsoord tijdens de strijd tussen de Heeckerens en Bronckhorsten: het graafschap Kleef steunde de zijde van de Heeckerens en ridders uit deze partij weken dan ook dikwijls uit naar de veilig geachte vesting Huissen.
In de periode rond 1465 woedde in Gelre een strijd tussen hertog Arnold en zijn zoon Adolf. Het graafschap Kleef steunde Arnold en dat zorgde ervoor dat de omgeving van Huissen werd geplunderd en de stad geblokkeerd. Het kwam echter niet tot een belegering: kennelijk vond Adolf de vesting te sterk.
In 1502 werd Huissen belegerd door hertog Karel van Gelre. Na vier weken moest hij de belegering opgeven toen een Kleefs leger de stad ontzette.

### Tachtigjarige Oorlog
Tijdens de Tachtigjarige Oorlog werd de stad enkele malen ingenomen. Zo wist prins Maurits in 1598 zonder veel problemen Huissen te bezetten. In 1626 kon een Staats leger eenvoudig door de stadsgracht waadden en zo de stad innemen.
Overigens was de stad sinds 1614 niet meer onderdeel van Kleef, maar viel het onder het vorstendom Brandenburg. Pas in 1816 werd Huissen definitief Nederlands.

### Rampjaar
De laatste keer dat de stadsomwalling werd ingezet als verdedigingsmiddel was in het Rampjaar 1672. Om te voorkomen dat terugtrekkende Staatse troepen de stad zouden innemen en vervolgens als bolwerk tegen het Franse leger inzetten, werden de stadspoorten gesloten. Toen hierna het Franse leger zich aandiende, werden de poorten weer geopend en konden de Fransen zonder problemen Huissen bezetten.

### Smokkel
De stadsmuren werden tot midden 16e eeuw goed onderhouden, maar daarna raakten ze in verval. Ook bleven moderniseringen achterwege. De Pruisische machthebbers gebruikten in de 18e eeuw de ommuring vooral om smokkelaars tegen te houden. De rol van de stadspoorten was teruggebracht tot locaties om in- en uitvoerrechten te heffen. Tegen een gedeelte van de oude stadsmuur was tevens bebouwing ontstaan.

### Afbraak
In 1616 werd een deel van het kasteel afgebroken. In 1722 volgde de rest van het slot, waarbij het vrijgekomen sloopmateriaal werd gebruikt om de stadsmuren te herstellen. Op het lege kasteelterrein werd een landhuis gebouwd. Alleen een deel van de oorspronkelijke slotgracht is behouden gebleven.
De stadsmuur aan de rivierzijde had altijd gediend als waterkering, maar werd in 1811 samen met de Rijnpoort afgebroken. Vervolgens werd een nieuwe dijk aangelegd. De Arnhemse Poort en Vierakkerse Poort werden in 1825 afgebroken.
In 1926 werden de bouwvallige muurhuizen gesloopt, inclusief de daar gelegen stadsmuur. Ter vervanging kwamen er nieuwe arbeiderswoningen. In 1935 werd een ander deel van de stadsmuur doorgebroken om een nieuwe toegang tot het centrum te maken.

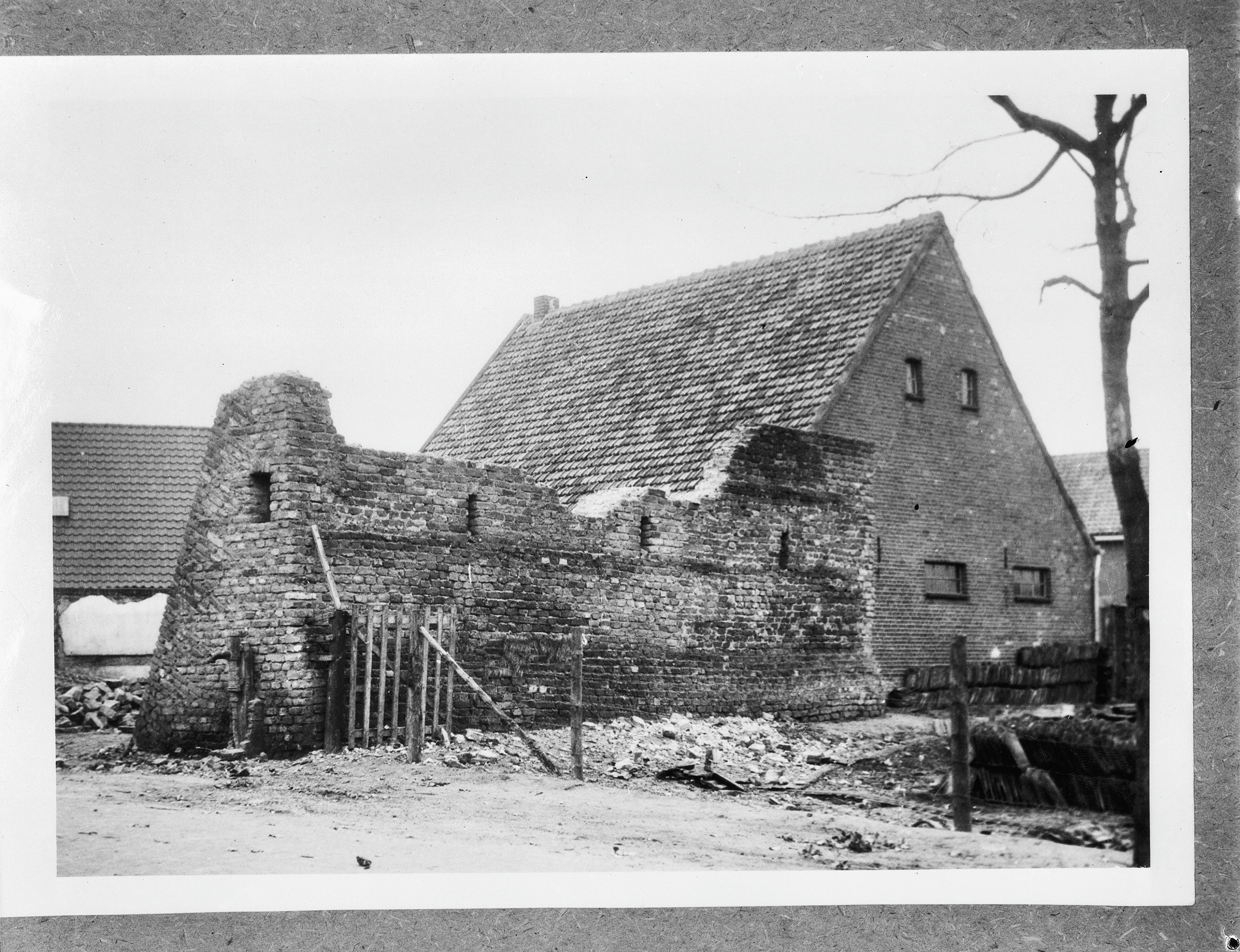
Een restant van de stadsmuur in 1954

In 1939 werd tussen de Maas en de IJssel een linie van kazematten aangelegd waarvan twintig in de gemeente Huissen kwamen te liggen. Na de Tweede Wereldoorlog zijn de meeste gesloopt; zo'n zes stuks zijn in Huissen bewaard gebleven. 
Na de Tweede Wereldoorlog werden de laatste restanten van de stadsmuur gesloopt ten behoeve van nieuwe gebouwen. In 1974 kwam aan de Damstraat een stuk stadsmuur tevoorschijn na de sloop van enkele huizen, maar toen een jaar later de monumentenstatus aan deze muur werd toegekend, bleek de muur reeds te zijn afgebroken.

## Beschrijving
Huissen werd begin 14e eeuw planmatig opgezet. De hoofdstraten waren de Arnhemsche Strait (Langestraat) en de Vierakkersche Straat (Vierakkerstraat) die elkaar in een hoek raakten bij het marktplein. Rondom de ovalen stadskern werd een stadsmuur gebouwd met torens en drie stadspoorten. Mogelijk werd de stenen stadsmuur overigens pas later aangelegd en was er eerst sprake van een aarden omwalling. Voor de bakstenen van de stenen muur werd gebruik gemaakt van de rivierklei die buiten de stad in de uiterwaarden werd gewonnen.

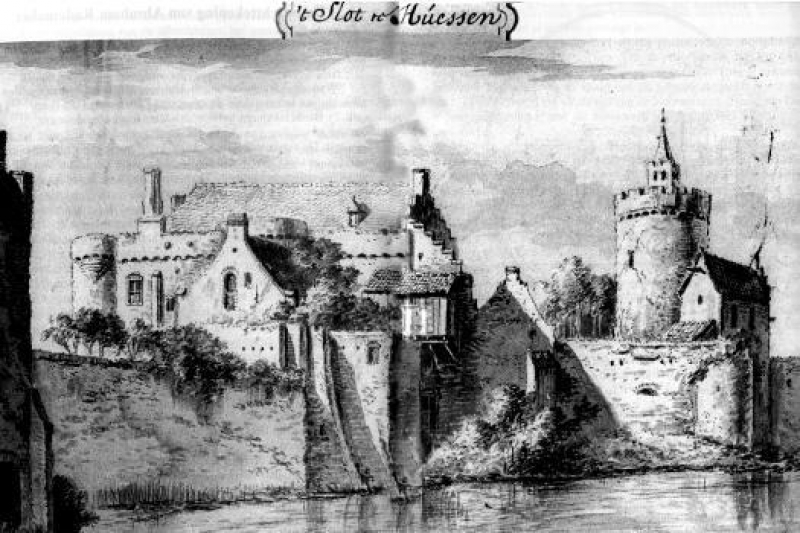
Het kasteel van Huissen

Afgezien van een in 1981 opgegraven restant van de Arnhemse Poort zijn er geen zichtbare onderdelen van de verdedigingswerken behouden gebleven. Wel resteren nog enkele toponiemen als de Burchtgracht, Achter de Gracht, Walstraat en Buitenpoort.

### Kasteel
Op de motte Hazenberg is rond 1000 het kasteel van Huissen gebouwd: een ronde, tufstenen toren. Naast de toren was een voorburcht met een rechthoekig tufstenen gebouw dat Dannenburg werd genoemd. Tussen beide delen in lag een gracht.

De Dannenburg is in 1616 afgebroken, waarbij het vrijgekomen tufsteen is verkocht. De afbraak van de rest van het slot vond plaats in 1722, waarbij de vrijkomen stenen werden hergebruikt voor herstel van de stadsmuren. Op de kasteelplaats werd een landhuis gebouwd en in 1858 werd er een klooster gevestigd.  

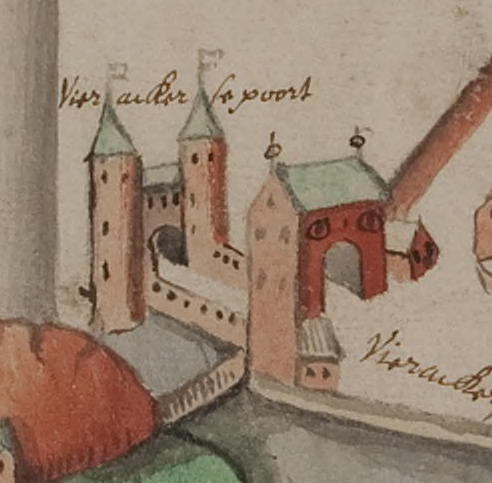
Vierakkersepoort, eind 16e eeuw

### Stadspoorten
De Arnhemse Poort stond in het noorden en gaf toegang tot de weg richting Arnhem; de Vierakkerse Poort (ook wel Buitenpoort genoemd) bevond zich in het zuiden bij het kasteel en kwam uit op de weg naar Nijmegen. De Rijnpoort stond bij de Markt en bood toegang tot de rivier de Rijn. Er was ook een Burchtpoort, maar die gaf alleen toegang vanuit de stad tot het kasteel van Huissen.
De Arnhemse Poort was in de 14e eeuw een rechthoekig gebouw. In de 15e eeuw werd de poort verdubbeld in omvang: er kwam een vooruitgeschoven tweede poortgebouw dat middels weermuren met de oude poort werd verbonden. In 1536 werd nog een rondeel toegevoegd. Ook de Vierakkerse Poort werd in de 15e eeuw gewijzigd en kreeg een poortgedeelte over de stadsgracht heen.
De Rijnpoort is in 1811 afgebroken, de andere twee stadspoorten in 1825.
De Arnhemse Poort in in 1981 deels opgegraven. De fundamenten zijn na afloop opgemetseld en zo in het straatbeeld zichtbaar gemaakt, terwijl de fundamenten zelf tot rijksmonument zijn geclassificeerd. De locatie van de Vierakkerse Poort is aangegeven met contouren in het plaveisel. 

### Torens
In de stadsmuur waren diverse torens aangebracht. Zo stonden tussen de Arnhemse Poort en Vierakkerse Poort de torens Ravensborch en Malenborch, terwijl de toren Vinkenborch zich bevond tussen de Arnhemse Poort en de Rijnpoort in.
Alkmaar · Amsterdam · Borculo · Bredevoort · Coevorden · Enschede · Haarlem · Hattem · 's-Hertogenbosch · Huissen · Klundert · Lochem · Maastricht · Montfoort · Naarden · Ommen · Ootmarsum · Rhenen · Roermond · Rijssen 
· Sittard · Sneek · Steenbergen · Terborg · Valkenburg · Zaltbommel · Zwolle